# Caelestis Pastor
Caelestis Pastor ou Coelestis Pastor (Le Pasteur des cieux) est une Constitution apostolique signée le 20 novembre 1687 par le pape Innocent XI. Le but de ce texte est la condamnation du quiétisme.
Le pape récapitule dans ce document 68 propositions quiétistes du théologien espagnol Miguel de Molinos : elles sont extraites essentiellement de la correspondance et des aveux ce dernier, qui a été arrêté le 18 juillet 1685 et incarcéré à Rome ; il est considéré comme le principal représentant du mysticisme quiétiste. Ces propositions sont condamnées comme hérétiques.
En Espagne, des auteurs ecclésiastiques publient un commentaire détaillé des propositions condamnées : ainsi, le carme déchaux Francisco Barambio publie en 1691-1692 Discursos philosophicos, morales, y mysticos contra las proposiciones del doctor Miguel de Molinos en 2 volumes.